# Scutellidium hirutai
Scutellidium hirutai är en kräftdjursart som beskrevs av Ito 1976. Scutellidium hirutai ingår i släktet Scutellidium och familjen Tisbidae. Inga underarter finns listade i Catalogue of Life.